# Акпарсова сотня
Акпарсова сотня — территориальная единица марийских населённых пунктов с центром по одним сведениям в родовом гнезде князя Акпарса в деревне Нуженалы, по другим сведениям в селе Пертнуры. Первая версия кажется более правдоподобной, так как первое упоминание о Пертнурах появляется лишь в 1717 году.
На Горной стороне в состав Акпарсовой сотни входили ясачные деревни-общины Цонибекова, Чермышева, Пинель Пернянгаш, Чортакова, Кадышева, Коптякова (Шапкила), Большая Юль Шудермара, Другая Юль Шудермара, Юль Шудермара, Юл Кушерга, Юнга Кушерга, Большая Юнга, Юнга Пернянгаш, Шудермара, Кого Шудермара, Другая Шудермара, Большая Шурмара, Другая Шурмара, Сиухина, Ямолина, Алмандаева, Салмандаева, Карамышева, Караева, Шалтыкова, Первая Шошмара (Емангаши), Третья Шошмара (Крайняя Шошмара), Другая Шошмара (Средняя Шошмара), а на Луговой стороне — деревни Большая Арда и Малая Арда.
Акпарсова сотня была самой большой сотней горной стороны.
На земле Акпарса в 1583 году был основан город Козьмодемьянск, в связи с чем ясачные марийцы «отведены житьем за десять вёрст от города». В конце XVI — начале XVII веков возникли русские села Владимирское, Покровское (Большая Юнга), Троицкий Посад. В 1625 году основан Спасо-Юнгинский монастырь, в вотчину которого были переданы лесные, сенокосные угодья и «рыбные ловли». Монастырь расширял свои владения путём насильственного захвата общинных земель марийцев трёх деревень (Коптяково, Кадышево, Чермышево) Акпарсовой сотни, что явилось причиной длительных споров между марийцами и монастырскими властями. Кроме того, часть горномарийских селений Акпарсовой сотни во время губернской реформы, проведенной Петром I в 1708 году, была передана в состав Васильсурского уезда Нижегородской губернии. В 1779 году в ходе губернской реформы из Акпарсовой сотни (тогда в составе Козьмодемьянского уезда Казанской губернии) в состав Васильсурского уезда Нижегородской губернии отошли деревни Шалтыково, Емангаши, Средняя и Крайняя Шошмара.
Вместе с Аказиной и Теняковой сотней Акпарсова сотня составляла земляческий союз, известный ещё в конце XIX века под названием Керем — «большая верёвка».